# Anne Fougeron
Anne Fougeron (Ámsterdam, 7 de diciembre de 1955) es una arquitecta, profesora y autora francoestadounidense.

## Primeros años
Fougeron nació en Ámsterdam, Países Bajos, pero se crio en Francia y Estados Unidos. Realizó su Bachelor of Arts en el Wellesley College y su maestría en la Universidad de California en Berkeley.

## Trayectoria
Trabajó durante tres años, de 1982 a 1985, asociada al arquitecto y urbanista Daniel Salomon en San Francisco, una experiencia que según ella misma expresa le hizo profundizar en la interacción entre los edificios y el entorno urbano. También trabajó como urbanista por un período de un año (de 1985 a 1986) para San José Redevelopment Agency, una agencia gubernamental fundada en 1956 cuya finalidad es facilitar y supervisar los programas integrales de desarrollo y revitalización del centro, los barrios y las zonas industriales de San José.
En 1989, abrió su propia firma, Fougeron Architecture.  La premisa del estudio reside en concebir el diseño de manera integral, y que el vínculo entre la idea arquitectónica y la forma construida esté presente en todas las fases del proyecto.
Explican su filosofía de trabajo en tres principios básicos: el uso de la luz natural como elemento que define la calidad y el carácter del espacio arquitectónico; el uso innovador de la estructura como ornamento arquitectónico; y la exploración de la naturaleza de los materiales, visual y táctil, en la mejora de la percepción y la relación que la gente establece con el espacio construido.
Con un claro lenguaje moderno, destacan de entre sus obras los programas de vivienda unifamiliar como la Flip house, Fall House, la Jackson Family Retreat o la remodelación de la casa Victoriana 21 House entre muchas otras. La vivienda colectiva, los centros de salud, bibliotecas y centros cívicos, son también programas recurrentes en la arquitectura de Fougeron Architecture que también ha formalizado proyectos de arquitectura comercial y planeamiento urbano.

## Obras arquitectónicas
- The Fall House - Big Sur, CA[2]
- Tehama Grasshopper - San Francisco, CA
- Flip House - San Francisco, CA
- Ingleside Library - San Francisco Public Library branch, California
- Parkview Terrace - San Francisco, CA
- Jackson Family Retreat - Big Sur, CA

## Actividades académicas
Anne Fougeron incursionó de manera breve en la enseñanza de la arquitectura. Fue durante un año profesora asistente de grado en el California College of the Arts de San Francisco (1995-1996) y profesora visitante en la cátedra de Howard Friedman en el Departamento de Práctica Profesional de Arquitectura en la Universidad de California, Berkeley.

## Actividades de gestión
Fougeron vive actualmente en el área de la Bahía de San Francisco y participa activamente de las comisiones y juntas dedicadas a la cultura y el arte en su comunidad. Fue durante el período 2009-2010 miembro del Comité de Adhesiones del San Francisco Museum of Modern Art y desde 2009 hasta la actualidad es miembro de la junta directiva del Creative Growth Art Center de Oakland. Es además, desde el 2005, presidenta de la Junta Asesora del Comité del American Institute of Architects, AIA Monterey Design Conference.

## Reconocimientos
En 2010, el mismo año en el que le fue concedido un FAIA (título honorífico que concede el American Institute of Architects), su firma fue nombrada una de las 50 mejores empresas de arquitectura en Estados Unidos por la revista Residential Architect.
En agosto de 2011, Princeton Architectural Press publicó una monografía de obras de Anne Fougeron: Fougeron Architecture: Opposition/composition. Después de ser presentado en el New York Times en septiembre, el proyecto "Flip House" de Fougeron ha aparecido en más de una docena de revistas y blogs, entre ellos Architizer y ArchDaily. En junio de 2014, el proyecto de su empresa "Fall House" fue en la portada de Architectural Record. Hasta la fecha, su obra ha sido expuesta en más de veinte exposiciones. Su firma ha recibido más de 60 premios de diseño (incluyendo numerosos premios AIA Honor) y ha aparecido en más de 220 publicaciones.
Sus edificios han aparecido en The New York Times, Metropolitan Home, ECO Casa y San Francisco Magazine.